# Maladie de Kikuchi-Fujimoto
 Mise en garde médicale
La maladie de Kikuchi-Fujimoto a été décrite en 1972 au Japon. Elle est également connue sous le nom de « lymphadénite nécrosante histiocytaire », « lymphadénite nécrosante de Kikuchi », « lymphadénite nécrosante phagocytaire », « lymphadénite nécrosante subaiguë » ou encore « lymphadénite nécrosante »,,,. La maladie de Kikuchi-Fujimoto (MKF) survient de façon sporadique chez des personnes sans antécédents familiaux.
Elle a été décrite pour la première fois par le docteur Masahiro Kikuchi (1935-2012) en 1972 et indépendamment par Y. Fujimoto.

## Symptomatologie
Les signes et symptômes de la maladie de Kikuchi-Fujimoto sont la fièvre, l'hypertrophie des ganglions lymphatiques (lymphadénopathie), les éruptions cutanées et les maux de tête. Dans 60 à 90 % des cas, la lymphadénopathie se présente dans les ganglions lymphatiques cervicaux postérieurs avec un élargissement de diamètre généralement compris entre un et deux centimètres, mais jusqu'à sept centimètres ont été rapportés dans la littérature. Parfois, les ganglions lymphatiques supraclaviculaires et axillaires sont également tuméfiés. Rarement, on observe une hypertrophie du foie et de la rate ou une atteinte du système nerveux ressemblant à une méningite. Souvent, un accès de fatigue extrême peut survenir - s'installant souvent vers la fin de la journée et la personne affectée peut être plus sujette à la fatigue due à l'exercice[réf. nécessaire].

## Physiopathologie
Certaines études ont suggéré une prédisposition génétique à la réponse auto-immune proposée. Plusieurs candidats infectieux ont été associés à la maladie de Kikuchi-Fujimoto (MKF).
De nombreuses théories existent sur la cause de la MKF. Des causes microbiennes/virales ou auto-immunes ont été suggérées. Les espèces Mycobacterium szulgai et Yersinia ainsi que Toxoplasma ont été suspectées. Plus récemment, de plus en plus de preuves suggèrent un rôle du virus Epstein-Barr, ainsi que d'autres virus ( HHV6, HHV8, parvovirus B19, VIH et HTLV-1) dans la pathogenèse de la MKF. Cependant, de nombreuses études indépendantes n'ont pas réussi à identifier la présence de ces agents infectieux dans les cas de lymphadénopathie de Kikuchi. De plus, les tests sérologiques incluant les anticorps dirigés contre une multitude de virus se sont toujours révélés non contributifs et aucune particule virale n’a été identifiée au niveau ultrastructural. Il est maintenant proposé que la MKF soit une réaction hyperimmune non spécifique à divers agents infectieux, chimiques, physiques et néoplasiques. D'autres maladies et manifestations auto-immunes telles que le syndrome des antiphospholipides, la polymyosite, l'arthrite juvénile idiopathique systémique, l'uvéite bilatérale, l'arthrite et la vascularite nécrosante cutanée ont été associées à la MKF. La maladie de Kikuchi-Fujimoto peut représenter une réponse immunitaire exubérante médiée par les lymphocytes T chez un individu génétiquement sensible à une variété de stimuli non spécifiques.
Certains gènes de classe II de l'antigène leucocytaire humain sont détectés plus fréquemment chez les patients atteints de la maladie de Kikuchi-Fujimoto, ce qui suggère qu'il pourrait y avoir une prédisposition génétique à la réponse auto-immune proposée.

## Diagnostic
La maladie de Kikuchi-Fujimoto (MKF) est diagnostiquée par excision et biopsie des ganglions lymphatiques. La maladie de Kikuchi est une maladie spontanément résolutive dont les symptômes peuvent se chevaucher avec ceux du lymphome de Hodgkin, conduisant à un diagnostic erroné chez certains patients. Les anticorps antinucléaires, les anticorps antiphospholipides, les anti-ADNdb et le facteur rhumatoïde sont généralement négatifs et peuvent aider à la différenciation du lupus érythémateux disséminé.

### Diagnostic différentiel
Le diagnostic différentiel de la maladie de Kikuchi-Fujimoto comprend le lupus érythémateux systémique (LED), la tuberculose disséminée, le lymphome, la sarcoïdose et la lymphadénite virale. Les résultats cliniques peuvent parfois inclure des résultats positifs pour les anticorps IgM / IgG / IgA. Pour d'autres causes d'hypertrophie des ganglions lymphatiques, voir lymphadénopathie.

## Gestion
Aucun traitement spécifique n'est connu. La prise en charge est essentiellement symptomatique. Les anti-inflammatoires non stéroïdiens (AINS) sont indiqués dans le traitement des ganglions lymphatiques sensibles et de la fièvre, et les corticostéroïdes sont utiles dans les atteintes extraganglionnaires ou généralisées graves.
Les mesures symptomatiques visant à soulager les plaintes locales et systémiques pénibles ont été décrites comme la principale ligne de gestion de la MKF. Des analgésiques, des antipyrétiques, des AINS et des corticostéroïdes ont été utilisés. Si l’évolution clinique est plus sévère, avec de multiples poussées de ganglions lymphatiques cervicaux volumineux et de la fièvre, un traitement corticostéroïde à faible dose a alors été suggéré.

## Épidémiologie
La maladie de Kikuchi-Fujimoto (MKF) est une maladie rare et spontanément résolutive qui affecte généralement les ganglions lymphatiques cervicaux. La reconnaissance de cette pathologie est cruciale, notamment parce qu’elle peut facilement être confondue avec la tuberculose, un lymphome ou même un adénocarcinome. La connaissance de cette affection aide à prévenir les erreurs de diagnostic et les traitements inappropriés.
La maladie de Kikuchi est une maladie très rare, principalement observée au Japon. Des cas isolés sont signalés en Amérique du Nord, en Europe, en Asie, en Angleterre et au moins deux cas en Nouvelle-Zélande. Il est possible que la prévalence de la MKF soit supérieure à celle rapportée étant donné que la lymphadénopathie peut être négligée et que la maladie est spontanément résolutive. Le fait qu'une identification définitive de la MKF ne puisse être effectuée que via une biopsie des tissus atteints suggère en outre que les cas ne sont pas reconnus ou non diagnostiqués. Il s'agit principalement d'une maladie qui touche les jeunes adultes (20 à 30 ans), avec une légère prévalence chez les femmes. La cause de cette maladie n’est pas connue, bien que des causes infectieuses et auto-immunes aient été proposées. La maladie est généralement bénigne et spontanément résolutive. L’hypertrophie des ganglions lymphatiques disparaît généralement en plusieurs semaines à six mois. Le taux de récidive est d'environ 3 %. La mort due à la maladie de Kikuchi-Fujimoto est extrêmement rare et survient généralement en raison d'une insuffisance hépatique, respiratoire ou cardiaque.[réf. nécessaire].